# Luo Mingyou
Luo Mingyou (chinesisch 羅明佑 / 罗明佑, Pinyin Luó Míngyòu, Jyutping Lo1 Ming4jau6, kantonesisch Lo Ming-yau; * 1900 in Hongkong; † 1967 ebenda) war ein chinesischer Filmproduzent, Regisseur und Unternehmer aus Hongkong.
Luo Mingyou begann 1918 ein Rechtsstudium an der Peking University, doch bereits ein Jahr später wandte er sich dem Filmgeschäft zu. Mit Hilfe seiner Eltern und seines Schwagers baute er ein Teehaus in ein Filmtheater mit 700 Sitzen um. Seine Eintrittspreise waren niedriger als jene der ausländischen Kinobesitzer. Bereits ein halbes Jahr nach Eröffnung brannte Luos Kino aus, ein weiteres Jahr später konnte er wieder öffnen und erweiterte sein Unternehmen, indem er Kinos von ausländischen Besitzern in Peking und Tianjin (obs. Tientsin) aufkaufte und sie zu einer Kette ausbaute.
1927 gründete er die Filmfirma Huabei (North China Film Company), die bald den Filmverleih im Norden Chinas kontrollierte. 1930 wandte sich Luo Mingyou der Filmproduktion zu. Er fusionierte mit zwei Filmstudios in Schanghai, eines davon Minxin, und schuf unter dem Namen Lianhua die neben Mingxing und Tianyi erfolgreichste chinesische Filmproduktionsgesellschaft der 1930er Jahre. Lianhua hatte in ihrer wirtschaftlich stabilsten Zeit mehrere Studios in Schanghai sowie je eine Schauspielschule in Schanghai und Peking. Nach dem Einfall der Japaner in der Mandschurei 1931 verlor Luo sein Vertriebsnetz im Norden. Ein japanischer Angriff auf Schanghai 1932 zerstörte eines der Lianhua-Studios.
Luo Mingyou war Unterstützer der KMT-Regierung, für die er auch Nachrichtenfilme drehen ließ. Bei Lianhua wurden jedoch unter Luo auch linke Filme wie Bu Wancangs Sange modeng nü xing (Three Modern Women, 1933), Sun Yus Dalu (The Big Road, 1934) sowie Shen nü – Die Göttliche (The Goddess, 1934) und Little Angel (1935) (beide von Wu Yonggang) gedreht.
Gemeinsam mit Fei Mu führte Luo Mingyou Regie bei Tian lun (Song of China), mit Zhu Shilin bei Guo feng (beide 1935). Die Filme sollten die Bewegung „Neues Leben“ unterstützen. Nach dem Krieg wurde Luo Mingyou Christ und lebte in Hongkong.